# Починок, Виктор Яковлевич
Виктор Яковлевич Починок (1.05.1915, Киев — 7.12.1999, г. Боярка, Киевская область) — советский химик, доктор химических наук, профессор.

## Биография
В 1939 году окончил химический факультет Киевского национального университета имени Т. Г. Шевченко, в 1947 году — аспирантуру кафедры органической химии хим. факультета.
Участник боевых действий в Великой Отечественной войне с июня 1941 года до декабря 1945 — командир взвода химического батальона, старший химик, командир части (Юго-Западный, Брянский, 2-й Украинский фронты). В Киевском государственном университете работал как до, так и после войны. В 1940—1941 годах был ассистентом кафедры органической химии, в 1946 году вернулся к преподавательской работе. В 1963 году основал кафедру химии мономеров и полимеров, которую возглавлял до 1987 года. В 1978—1982 годах был деканом химического факультета.
Преподавал курсы «Химия мономеров и полимеров», «Методы получения мономеров».

## Научная карьера
В 1947 году защитил кандидатскую диссертацию на тему «Синтез и определение строения триазен-спиртов», а в 1961 — докторскую диссертацию на тему «Триазены, их синтез и реакция их расщепления». Уже через год ему было присвоено ученое звание профессора (1962).
Сфера научных интересов: химия гетероциклических соединений, химия ВМС и полимеров, создание базовых материалов для записи информации в безсеребряных процессах.
При исследовании конденсированных тетразолов открыл явление азидо-тетразольной таутомерии. Впервые предложил жироароматические триазены как реагенты для алкилирования.
Подготовил 23 кандидата и 2 доктора наук.
Читал лекции в университетах Республики Куба (Санта-Клара, Гавана, Сантьяго, 1966), Германии (Лейпциг, 1965; Дрезден, 1974).
Член Ученого совета Киевского национального университета имени Т. Г. Шевченко. совета химического факультета, научного совета по проблемам высокомолекулярных соединений, квалификационной научного совета ИОХ АН УССР и Киевского национального университета, совета Всесоюзного семинара из способов записи на бессеребряных носителях, комиссии по химии фотографических процессов АН УССР. Член редколлегии сборника «Способы записи информации на бессеребряных носителях (необычные фотографические процессы)», «Украинский химический журнал».
Лауреат Государственной премии УССР в области науки и техники (1970). Награждён орденами Красной Звезды (1944), Отечественной войны (1945), 12 медалями.

## Труды
Автор более 210 научных трудов, в том числе 2 монографий, 25 авторских свидетельств.
Основные работы:
- Действие магний-бромфенила. К., 1949;
- Новый чувствительный реактив. К., 1949;
- Триазеноспирты из пара-азидоацетофена. К., 1951;
- Триазены. Монография. К., 1968.